# Dwór w Mirocinie Średnim
Dwór w Mirocinie Średnim – dwór z XVI w. w Mirocinie Średnim  w powiecie nowosolskim, wpisany do rejestru zabytków nieruchomych województwa lubuskiego.

## Opis
Dwór obronny otoczony fosą, wybudowany w XVI w. wraz z parkiem tworzy zespół dworski.

## Zobacz
- Dwór w Mirocinie Górnym